# Collegio uninominale Veneto - 05 (2020)
Il collegio elettorale uninominale Veneto - 05 è un collegio elettorale uninominale della Repubblica Italiana per l'elezione del Senato della Repubblica.

## Territorio
Come previsto dalla legge n. 51 del 27 maggio 2019, il collegio è stato definito tramite decreto legislativo all'interno della circoscrizione Veneto.
È formato dal territorio dell'intera provincia di Verona (98 comuni).
Il collegio è parte del collegio plurinominale Veneto - 02.

## Eletti
| Elezione | Elezione | Senatore     | Partito |
| -------- | -------- | ------------ | ------- |
|          | 2022     | Paolo Tosato | Lega    |

## Dati elettorali

### XIX legislatura
Come previsto dalla legge elettorale, 74 senatori sono eletti con sistema a maggioranza relativa in altrettanti collegi uninominali a turno unico.
| Candidati                                 | Candidati              | Voti    | %     | Liste                                 | Voti    | %     |
| ----------------------------------------- | ---------------------- | ------- | ----- | ------------------------------------- | ------- | ----- |
|                                           | Paolo Tosato ✔️ Eletto | 276 282 | 58,53 | Fratelli d'Italia                     | 169 500 | 35,91 |
| Lega per Salvini Premier                  | Paolo Tosato ✔️ Eletto | 276 282 | 58,53 | 63 284                                | 13,41   |       |
| Forza Italia                              | Paolo Tosato ✔️ Eletto | 276 282 | 58,53 | 37 514                                | 7,95    |       |
| Noi moderati/Lupi - Toti - Brugnaro - UDC | Paolo Tosato ✔️ Eletto | 276 282 | 58,53 | 5 984                                 | 1,27    |       |
|                                           | Anna Maria Sterchele   | 100 441 | 21,28 | Partito Democratico-IDP               | 69 020  | 14,62 |
| Alleanza Verdi e Sinistra                 | Anna Maria Sterchele   | 100 441 | 21,28 | 15 180                                | 3,22    |       |
| +Europa                                   | Anna Maria Sterchele   | 100 441 | 21,28 | 14 799                                | 3,14    |       |
| Impegno Civico - Centro Democratico       | Anna Maria Sterchele   | 100 441 | 21,28 | 1 442                                 | 0,31    |       |
|                                           | Danilo Montanari       | 40 233  | 8,52  | Azione - Italia Viva - Calenda        | 40 233  | 8,52  |
|                                           | Maura Zambon           | 27 259  | 5,77  | Movimento 5 Stelle                    | 27 259  | 5,77  |
|                                           | Stefano Cobello        | 11 539  | 2,44  | Italexit                              | 11 539  | 2,44  |
|                                           | Chiara-Stella Sautto   | 5 986   | 1,27  | Vita                                  | 5 986   | 1,27  |
|                                           | Ivano Cordioli         | 5 040   | 1,07  | Italia Sovrana e Popolare             | 5 040   | 1,07  |
|                                           | Renato Peretti         | 3 965   | 0,84  | Unione Popolare                       | 3 965   | 0,84  |
|                                           | Nicolò Zamberlan       | 1 296   | 0,27  | Alternativa per l'Italia (PdF - Exit) | 1 296   | 0,27  |
| Totale                                    | Totale                 | 472 041 | 100   |                                       | 472 041 | 100   |
|                                           |                        |         |       |                                       |         |       |
| Voti non validi                           | Voti non validi        | 16 234  | 3,32  |                                       |         |       |
| Votanti                                   | Votanti                | 488 275 | 70,56 |                                       |         |       |
| Elettori                                  | Elettori               | 692 033 |       |                                       |         |       |